# Wolfgang Engelmann (Admiral)
Wolfgang Engelmann (* 29. Mai 1937 in Duisburg; † 30. September 2024) war ein deutscher Flottillenadmiral der Marine der Bundeswehr.

## Leben
Wolfgang Engelmann absolvierte 1959 das Abitur und trat am 1. April 1959 mit der Crew IV/59 in die Bundesmarine ein. Er absolvierte anfangs die Laufbahn als Seeoffizier, bevor er 1961 mit der fliegerischen Ausbildung begann.
Im Oktober 1966 erlitt Oberleutnant zur See Engelmann einen Triebwerkschaden an seinem Starfighter. Er musste über der Nordsee per Schleudersitz aussteigen, die Maschine ging verloren. Über diesen Vorfall berichtete er dem Spiegel ausführlich. Bereits am 9. Juni 1964 hatte es einen technischen Fehler beim Start seiner Hawker Sea Hawk in Nordholz beim Marinefliegergeschwader 2 gegeben. Engelmann blieb beim Startabbruch unverletzt, das Flugzeug musste aber ausgesondert werden.
Von 1970 bis 1972 absolvierte er den 12. Admiralstabslehrgang an der Führungsakademie der Bundeswehr in Hamburg.
Als Kapitän zur See war er ab 2. April 1985 bis 28. September 1987 Kommodore des Marinefliegergeschwader 2.
Ab April 1992 war er Kommandeur der Flottille der Marineflieger. 1997 gab er das Kommando an den Flottillenadmiral Ulrich Otto ab und wurde mit Ablauf des September 1997 in den Ruhestand versetzt.
Engelmann war verheiratet und hatte zwei Töchter.